# Carlos Salamanca
Carlos Salamanca (* 15. Januar 1983 in Bogotá) ist ein ehemaliger kolumbianischer Tennisspieler.

## Karriere
Salamanca konnte je zehn Einzel- und Doppelsiege auf der ITF Future Tour feiern. Auf der ATP Challenger Tour gewann er sechs Einzelturniere und vier Doppelturniere. Zum 9. November 2009 durchbrach er die Top 150 der Weltrangliste im Einzel und seine höchste Platzierung war der 137. Rang im August 2010. Im Doppel erreichte er 2014 mit Platz 185 seine beste Platzierung.
Von 2002 bis 2010 spielte er für die kolumbianische Davis-Cup-Mannschaft. Für diese trat er in 20 Begegnungen an, wobei er im Einzel eine Bilanz von 3:4 und im Doppel eine Bilanz von 10:7 aufzuweisen hat.
2017 spielte er letztmals Turniere.

## Erfolge
| Legende (Anzahl der Siege)  |
| Grand Slam                  |
| ATP World Tour Finals       |
| ATP World Tour Masters 1000 |
| ATP World Tour 500          |
| ATP World Tour 250          |
| ATP Challenger Tour (10)    |

### Einzel

#### Turniersiege
| Nr. | Datum              | Turnier    | Belag | Finalgegner           | Ergebnis        |
| --- | ------------------ | ---------- | ----- | --------------------- | --------------- |
| 1.  | 16. Juli 2006      | Cuenca     | Sand  | Giovanni Lapentti     | 4:6, 7:68, 7:5  |
| 2.  | 15. Juli 2007      | Bogotá (1) | Sand  | Thomaz Bellucci       | 4:6, 6:3, 6:2   |
| 3.  | 27. September 2009 | Bogotá (2) | Sand  | Riccardo Ghedin       | 6:1, 7:65       |
| 4.  | 4. Oktober 2009    | Quito      | Sand  | Sebastián Decoud      | 7:64, 6:75, 6:4 |
| 5.  | 3. Oktober 2010    | Cali       | Sand  | Júlio Silva           | 7:5, 3:6, 6:3   |
| 6.  | 15. April 2012     | Pereira    | Sand  | Rubén Ramírez Hidalgo | 5:7, 6:2, 6:1   |

### Doppel

#### Turniersiege
| Nr. | Datum            | Turnier               | Belag | Partner              | Finalgegner                           | Ergebnis   |
| --- | ---------------- | --------------------- | ----- | -------------------- | ------------------------------------- | ---------- |
| 1.  | 13. Juli 2008    | Bogotá                | Sand  | Xavier Malisse       | Juan Sebastián Cabal Michael Quintero | 6:1, 6:4   |
| 2.  | 10. April 2011   | Pereira               | Sand  | Marcel Felder        | Alejandro Falla Eduardo Struvay       | 7:65, 6:4  |
| 3.  | 7. Oktober 2012  | Quito                 | Sand  | Juan Sebastián Cabal | Marcelo Demoliner João Souza          | 7:67, 7:64 |
| 4.  | 13. Oktober 2013 | São José do Rio Preto | Sand  | Nicolás Barrientos   | Marcelo Demoliner João Souza          | 6:4, 6:4   |